# Gyula Kittel
Gyula Kittel, aussi appelé Kittl-Kőrösi Gyula en Hongrie et Jules Kittel en France, né au début du XXe siècle (vraisemblablement vers 1903) en Hongrie et mort à une date inconnue (peut-être 1991,), est un footballeur hongrois.

## Carrière
Gyula Kittel joue dans plusieurs clubs en Hongrie, apparemment dès 1921. Il joue notamment au Hungária MTK FC de 1925 à 1927, d’où il est peut-être sélectionné en équipe nationale B. En 1928-1929, il joue au Somogy FC (en), la saison suivante au Bástya FC et en 1931 il signe au Attila FC Miskolc. Il joue ainsi une centaine de matchs de championnat de Hongrie.
En 1933 on le retrouve en Suisse, au FC Lugano. Fin 1933, le club suisse connaît des problèmes financiers. Libéré de son contrat, il signe au FC Sochaux, en première division du championnat de France de football, jusqu'à la fin de saison.  
En 1934, il signe au Stade Malherbe Caen, qui se lance dans le professionnalisme. Il y joue comme attaquant (« centre avant ») et s'y distingue notamment par la qualité de ses tirs. Mais il n'y joue cependant qu'une dizaine de matchs dans la saison. Son contrat à Caen n'est pas reconduit et il semble qu'il rentre alors à Budapest. Il joue apparemment la saison suivante à Szentlőrinci (en).